# Manhattan Skyline
Manhattan Skyline is een nummer van de Noorse newwaveband A-ha uit 1987. Het is de derde en laatste single van hun tweede studioalbum Scoundrel Days.
"Manhattan Skyline" gaat over een jongen die voor goed afscheid moet nemen van zijn meisje. De coupletten van het nummer hebben een vrij droevig geluid, terwijl het refrein wat meer de hardrock-kant opgaat (meer dan in andere nummers van A-ha) en iets bozer klinkt. "Manhattan Skyline" was minder succesvol dan eerdere singles van het album "Scroundel Days". Hoewel het in A-ha's thuisland Noorwegen de 4e positie behaalde, haalde het in Nederland de Nederlandse Top 40 niet, wel werd in de Nationale Hitparade Top 100 een 53e positie bereikt. In België was de plaat met een 16e positie in de Vlaamse Radio 2 Top 30 een bescheiden hit.